# Trattato di Saint-Germain-en-Laye (1919)
Il trattato di Saint-Germain-en-Laye (AFI: /sɛ̃ʒɛʁmɛ̃ɑ̃'lɛ/), detto anche trattato di Saint-Germain (AFI: /sɛ̃ʒɛʁmɛ̃/) fu stipulato alla fine della prima guerra mondiale e in esso venne stabilita la ripartizione del dissolto Impero austro-ungarico e le condizioni per la creazione della Repubblica austriaca.

## Contenuto
Il trattato, che venne firmato il 10 settembre 1919 a Saint-Germain-en-Laye, fa parte dei pre accordi parigini che sancirono formalmente la conclusione della prima guerra mondiale. Il testo del trattato venne redatto in lingua francese, inglese e italiana, ma non in lingua tedesca. Venne espressamente precisato che, in caso di contestazioni, faceva fede il testo in lingua francese.
Alcune delle clausole più rilevanti fra i 381 articoli del trattato furono:
- Venne stabilito un plebiscito in Carinzia per decidere se Klagenfurt e la regione circostante dovessero appartenere all'Austria o al Regno Serbo-Croato-Sloveno.
- Il cosiddetto Tirolo cisalpino, ovvero l'odierna Provincia autonoma di Bolzano, e il Trentino, ovvero l'odierna Provincia autonoma di Trento,[1] (inclusi due comuni nell'odierna provincia di Brescia, un comune nell'odierna provincia di Vicenza - il comune di Casotto fu soppresso nel 1940 - e tre comuni nell'odierna provincia di Belluno), la Val Canale, l'antica Contea Principesca di Gorizia e Gradisca (inclusi dodici comuni nell'odierna provincia di Udine: Aiello del Friuli, Aquileia, Campolongo al Torre, Cervignano del Friuli, Chiopris-Viscone, Fiumicello, Ruda, San Vito al Torre, Tapogliano, Terzo di Aquileia, Villa Vicentina e Visco) vennero annessi al Regno d'Italia. Rimase in sospeso l'attribuzione dei territori ex austriaci oggetto di contesa tra i governi di Roma e di Belgrado ed in larga parte occupati dopo la guerra dalle truppe italiane entro la linea del Patto di Londra. A tale sistemazione si giunse con il trattato di Rapallo del 12 novembre 1920, il quale assegnò al Regno d'Italia l'intero Litorale Austriaco (ad eccezione di Castua e dell'isola di Veglia), più delle porzioni di territorio della Carinzia (Tarvisio) e della Carniola (specie il distretto di Postumia), nonché la città dalmata di Zara e l'isola di Lagosta. Tutto il resto, tra cui la Dalmazia, andò invece al neonato Regno dei Serbi, Croati e Sloveni.
- La concessione austroungarica di Tientsin, che era già stata occupata e revocata il 14 agosto 1917, venne ufficialmente restituita alla Repubblica di Cina[2].
- Venne ribadita la proibizione dell'Anschluss con lo Stato tedesco.
- Venne stabilito l'importo dei danni che l'Austria avrebbe dovuto risarcire.
- Si proibì la leva obbligatoria e si autorizzò la formazione di un esercito professionista di 30.000 uomini.
- Le fabbriche di armi dovevano essere distrutte o riconvertite. In ogni caso doveva cessare la produzione di armi.
- Gli armamenti dovevano essere distrutti.